# Макарово (Александровский район)
Макарово — упразднённая деревня в Александровском районе Владимирской области России.

## География
Урочище находится в северо-западной части области, в зоне хвойно-широколиственных лесов, вблизи истока реки Киржелки, на расстоянии примерно 26 километров (по прямой) к северо-востоку от города Александрова, административного центра района.

### Климат
Климат характеризуется как умеренно континентальный, с умеренно тёплым летом, холодной зимой, короткой весной и облачной, часто дождливой осенью. Среднегодовая температура воздуха — +3,4 °C. Годовое количество атмосферных осадков — 549 миллиметров, из которых большая часть выпадает в тёплый период.

## История
Обозначена на плане Генерального межевания Владимирской губернии конца XVIII века.
В списке 1857 года упоминается как помещичье сельцо Переславского уезда Владимирской губернии в приходе Никольского погоста. По данным VIII ревизии 1835 года в нём проживало 15 человек (7 мужчин и 8 женщин), по данным IX ревизии 1850 года — 16 человек (6 мужчин и 10 женщин), по данным 1857 года — 14 человек (6 мужчин и 8 женщин) в 2 дворах, занимавшихся земледелием и ткацкой работой. По данным 1859 года населённый пункт упомянут как владельческая деревня того же уезда, расположенная при колодце, в 26 верстах от уездного города. В деревне насчитывалось 2 двора и проживало 14 человек (6 мужчин и 8 женщин).
Согласно местному исследованию 1900 года в деревне Макарово (бывшей помещика Брюхова) Вишняковской волости Переславского уезда проживало 14 человек (2 мужчины, 4 женщины и 8 детей обоего пола) в 2 дворах с наделом, из них 1 грамотный мужчина. 2 мужчины и 2 женщины занимались отхожими промыслами, также 1 женщина — местными. Из скота имелось 2 лошади и 1 жеребёнок, 2 коровы или быка и 1 телёнок, а также 5 овец. Из надельной земли имелось 12,6 десятин пашни, 3 десятины покоса, 1 — леса и 0,6 десятин усадебной земли, а также 0,6 десятин неудобной земли. Также оба хозяйства арендовали 2,1 десятины покоса на год. Всего под посевом находилось 9,7 десятин земли, а 6,6 десятины использовались под покос.
По состоянию на 1905 год в деревне Макарово той же волости имелось 3 двора и проживало 19 человек.